# Joan Marie Aylward
Joan Marie Aylward is een voormalig Canadees politica uit Newfoundland en Labrador die sinds 14 november 2023 dienstdoet als luitenant-gouverneur van die provincie.
Ze heeft een achtergrond in de gezondheidszorg en was van 1996 tot 2003 provinciaal parlementslid in het Huis van Vergadering. Ze diende gedurende die hele periode ook als provinciaal minister.

## Opleiding
Ze studeerde eerst aan de General Hospital School of Nursing. Na haar opleiding daar succesvol af te ronden, behaalde ze een bachelordiploma in de verpleegkunde aan de Memorial University of Newfoundland.

## Carrière

### Beginperiode
De eerste vijf jaar van haar carrière werkte Aylward als intensievezorgverpleegkundige in het St. Clare's Mercy Hospital in St. John's. Ze werkte daarna als faculty member in de St. Clare's Mercy Hospital School of Nursing van 1984 tot 1990. In 1985 was ze co-auteur van het boek A Metric Guide for Health Professionals on Dosages and Solutions, evenals van de herziene uitgave gepubliceerd in 1988.
In 1990 werd ze verkozen tot voorzitter van de vakbond van verpleegkundigen van Newfoundland, een functie die ze vijfenhalf jaar uitoefende.
Ze zetelde ook in verschillende raden, zowel met betrekking tot gezondheidszorg als met betrekking tot bredere maatschappelijke thema's.

### Politiek
Aylward sloot zich aan bij de Liberale Partij van Newfoundland, de provinciale tak van de Liberale Partij van Canada. Ze nam deel aan de Newfoundlandse parlementsverkiezingen van 1996 en werd voor het kiesdistrict St. John's Centre onmiddellijk verkozen tot provinciaal parlementslid (met 43% van de stemmen). Ze werd door de provinciale premier, Brian Tobin, daarop aangeduid als Minister van Sociale Diensten. Na een kabinetsherschikking werd ze in mei 1997 Minister van Gezondheid.
In 1999 werd ze herverkozen als lid van het Huis van Vergadering van Newfoundland en Labrador (met 42% van de stemmen), waarop Tobin haar op 13 januari 2000 aanduidde als Minister van Gemeentelijke en Provinciale Zaken. Door verdere kabinetsherschikkingen diende ze daarna – onder premier Roger Grimes – nog als Minister van Financiën, voorzitter van de Treasury Board en als Minister van Personeelsbeleid en Werkgelegenheid.
Bij de verkiezingen van 2003 verloor Aylward in haar district van de Progressief-Conservatieve kandidaat Shawn Skinner. Ze behaalde ditmaal slechts 29% van de stemmen. Na deze verkiezingsnederlaag verliet ze de politiek.

### Latere carrière
Nadat ze in 2003 de politiek vaarwel zei, werd ze directeur van het St. Patrick's Mercy Home, een verzorgingshuis in St. John's. Ze werd ook vicevoorzitter van de Raad van Arbeidsverhoudingen van Newfoundland en Labrador. In 2018 werd ze aangesteld als voorzitter van de Nationale Seniorenraad en ze werd ook voorzitter van de provinciale Commissie voor de Vergrijzing van de Bevolking.
Ze zetelde in de periode na haar politieke carrière ook in verschillende (bestuurs)raden, waaronder die van Oxfam Canada en de Stichting voor de Bescherming van de Atlantische zalm.
Op 14 november 2023 werd ze door de premier van Canada, Justin Trudeau, aangeduid als de vijftiende luitenant-gouverneur van Newfoundland en Labrador. Ze is de tweede vrouw in die functie, na haar voorgangster Judy Foote (2018-2023).